# Grathe Kirke
Grathe Kirke är en kyrka som ligger i Grathe Sogn i Silkeborgs kommun mitt på Jylland. Cirka en halv kilometer norr om kyrkplatsen fanns ett kapell uppfört på medeltiden och vars rester var synliga ända till 1860-talet.

## Kyrkobyggnaden
Grathe Kirke uppfördes åren 1916-1917 efter ritningar av arkitekt Sophus Frederik Kühnel och invigdes 20 maj 1917. Under första världskriget var församlingens ekonomi ansträngd så kyrkan fick vara utan torn under 13 år. Istället fanns en klockstapel som stod på en gravhög i kyrkogårdens sydvästra hörn.

## Inventarier
- Altartavlan är en kopia av altartavlan i Sankt Pauls Kirke i Århus som målades 1897 av Herman Siegumfeldt. Kopian i Grathe är utförd av Poul Kühnel som är son till kyrkans arkitekt.
- Första orgeln var ett harmonium som vid en restaurering 1965 ersattes av en piporgel från Frobenius. 2010 ersattes Frobeniusorglen med en elektronisk orgel som inköptes från Skandinavisk Orgelcentrum i Vejle. Orgeln har 25 stämmor.